# Salchow
De salchow is een sprongtechniek uit het kunstrijden op de schaats. De sprong werd in 1909 door tienvoudig wereldkampioen Ulrich Salchow bedacht. De sprong kenmerkt zich door een achterwaartse afzet, waarmee hij zich onderscheidt van de voorwaarts ingezette axel, waarop verticaal om de middenas wordt geroteerd. De salchow kan enkel-, twee-, drie- of viervoudig worden uitgevoerd. 
De eerste drievoudige salchow werd uitgevoerd door de Amerikaan Ronald Robertson in 1955. In 1962 was de Nederlands-Canadese Petra Burka de eerste vrouw wie een drievoudige salchowsprong lukte. De eerste viervoudige salchow werd met succes uitgevoerd door de Amerikaanse kunstschaatser Timothy Goebel in 1997/1998, en de eerste vrouw wie dat lukte, was de Japanse Miki Andō in 2002.